# Las siete vidas del gato
Las siete vidas del gato es una obra de teatro en dos actos de Enrique Jardiel Poncela, estrenada en 1943.

## Argumento
En los últimos setenta años, una maldición se hace sobre la familia Arriaga. A lo largo de los años, hasta seis mujeres de la saga han sido muertas por familiares en lo que se conoce como crímenes pasionales. Un gato negro siempre aparecía en la escena del delito. La última representante de la saga, Beatriz, contrae matrimonio con Guillermo. Éste, temeroso de no poder sustraerse a la maldición, la abandona. Pero ella luchará por su amor frente a todas las adversidades, y saldrá airosa del trance.

## Representaciones destacadas
- Teatro (Estreno, 1943). Intérpretes: María Cuevas, Emilio Menéndez, Conchita Bardem, Ricardo Fuentes, María Luisa Moneró.
- Teatro (1944). Intérpretes: Isabel Garcés, Irene Caba Alba, Fernando Rey, Rafael Bardem, Laura Alcoriza, Isabel Ortega, José María del Val, Paco Alarcón.
- Televisión (25 de enero de 1967, en el espacio Estudio 1 de TVE). Intérpretes: María Luisa Merlo, Fernando Delgado, Pablo Sanz, Antonio Martelo.
- Cine (1970). Dirección: Pedro Lazaga. Intérpretes: Esperanza Roy, Juanjo Menéndez, Antonio Ozores, Valeriano Andrés, Mari Carmen Prendes, María Luisa Ponte, José Luis Coll.